# Antracyt
Antracyt (ukrajinsky Антрацит; rusky Антрацит – Antracit) je hornické město významné těžbou uhlí v Luhanské oblasti na Ukrajině. Leží zhruba 70 kilometrů na jih od Luhanska, 130 kilometrů na východ od Doněcku a jen 32 kilometrů od hranice s ruskou Rostovskou oblastí. Je pojmenováno po antracitu, který se zde ve velkém těží. V roce 2011 ve městě žilo zhruba 55 tisíc obyvatel.

## Historie
Od 18. července 1942 do 19. února 1943 trvala okupace německými vojsky, v jejichž týlu operoval partyzánský oddíl pod velením I. E. Voronajeva. Město bylo osvobozeno vojsky Jihozápadního frontu 20. února 1943. Vojenská vyznamenání obdrželo celkem 7100 obyvatel (každý čtvrtý), šest bylo vyznamenáno Zlatou hvězdou hrdiny Sovětského svazu, tři obdrželi Řád slávy.

## Rodáci
- Vladimir Ljachov (1941–2018), ruský kosmonaut